# محطة توليد كهرباء جودو الحرارية

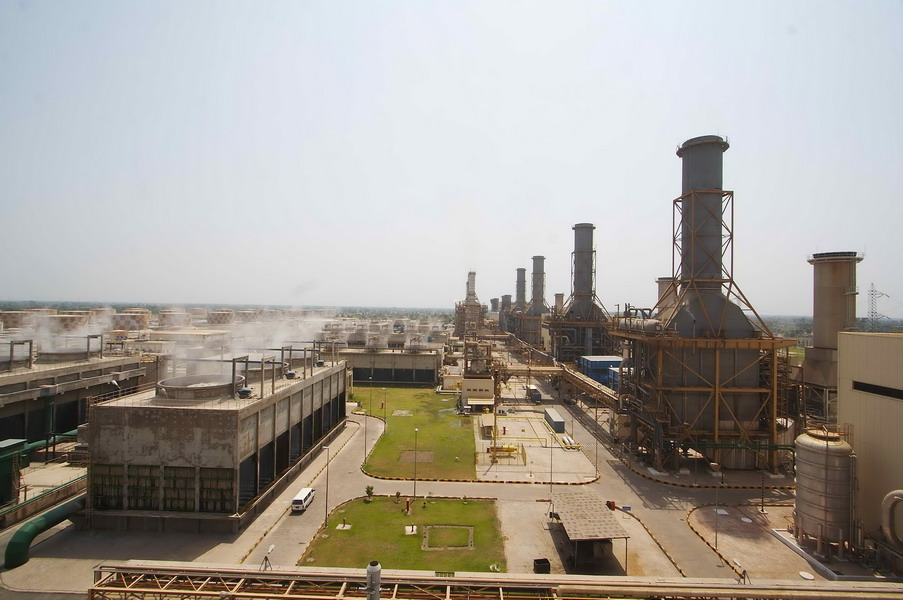
محطة توليد كهرباء جودو الحرارية

محطة توليد كهرباء جودو الحرارية هي محطة طاقة حرارية تقع في جودو السند باكستان. بنيت المحطة في ثمانينات القرن العشرين، تم بناء محطة توليد الكهرباء بالتعاون التقني المشترك والمساعدة المالية من اتحاد الجمهوريات السوفيتية الاشتراكية.
في أبريل 2014 افتتح رئيس الوزراء الباكستاني آنذاك نواز شريف تكليفين من توربينات الغاز بمعدل 243 ميجاوات لكل منهما.
اعتبارا من عام 2017 كان للمحطة سبعة عشر وحدة طاقة مثبتة ومساهمتها في الشبكة الوطنية ما بين 1400 ميجاوات إلى 1750 ميجاوات.